# David Nugent
David James Nugent (Huyton, 2 maggio 1985) è un ex calciatore inglese, di ruolo attaccante.

## Carriera

### Club
Cresciuto nel Liverpool, lasciò la squadra nel 2002, all'età di 15 anni, firmando un contratto professionistico con il Bury. Nel mercato di gennaio del 2005 decide di trasferirsi al Preston North End per 125.000 euro. Nella stagione 2005-2006 diventa, grazie a 21 gol, capocannoniere della Football League Championship. Nel 2007 passa al Portsmouth per 9 milioni di euro, mentre il 6 luglio 2011 viene ceduto al Leicester City, con il quale firma un contratto triennale.

### Nazionale
Dal 2005 al 2007 ha collezionato 14 presenze e 4 gol con la Nazionale inglese U-21, con la quale partecipa anche agli Europei di categoria del 2007.
Nel marzo del 2007 viene chiamato da Steve McClaren nella Nazionale maggiore, con la quale esordisce lo stesso giorno contro l'Andorra, segnando anche un gol al 90'; diviene così il secondo giocatore nella storia del Preston North End a giocare in Nazionale, dopo Tom Finney 49 anni prima, ed il secondo giocatore, dopo David James del West Ham nel 2003, ad essere convocato e ad esordire in Nazionale nonostante la propria squadra non giochi nella massima divisione inglese.

## Statistiche

### Presenze e reti nei club
Statistiche aggiornate al 30 giugno 2015.
| Stagione              | Squadra               | Campionato            | Campionato | Campionato | Coppe nazionali | Coppe nazionali | Coppe nazionali | Coppe continentali | Coppe continentali | Coppe continentali | Altre coppe | Altre coppe | Altre coppe | Totale | Totale |
| Stagione              | Squadra               | Comp                  | Pres       | Reti       | Comp            | Pres            | Reti            | Comp               | Pres               | Reti               | Comp        | Pres        | Reti        | Pres   | Reti   |
| --------------------- | --------------------- | --------------------- | ---------- | ---------- | --------------- | --------------- | --------------- | ------------------ | ------------------ | ------------------ | ----------- | ----------- | ----------- | ------ | ------ |
| 2001-2002             | Bury                  | SD                    | 5          | 0          | FACup+CdL       | 0               | 0               | -                  | -                  | -                  | FLT         | 0           | 0           | 5      | 0      |
| 2002-2003             | Bury                  | TD                    | 31+2       | 4          | FACup+CdL       | 1+1             | 0               | -                  | -                  | -                  | FLT         | 4           | 1           | 39     | 5      |
| 2003-2004             | Bury                  | TD                    | 26         | 3          | FACup+CdL       | 1+1             | 0               | -                  | -                  | -                  | FLT         | 1           | 0           | 29     | 3      |
| 2004-gen. 2005        | Bury                  | FL2                   | 26         | 11         | FACup+CdL       | 2+1             | 1+0             | -                  | -                  | -                  | FLT         | 0           | 0           | 29     | 12     |
| Totale Bury           | Totale Bury           | Totale Bury           | 88+2       | 18         |                 | 7               | 1               |                    | -                  | -                  |             | 5           | 1           | 102    | 20     |
| gen.-giu. 2005        | Preston N.E.          | FLC                   | 18+3       | 8+1        | FACup+CdL       | -               | -               | -                  | -                  | -                  | -           | -           | -           | 21     | 9      |
| 2005-2006             | Preston N.E.          | FLC                   | 32+2       | 10+1       | FACup+CdL       | 3+1             | 0               | -                  | -                  | -                  | -           | -           | -           | 38     | 11     |
| 2006-2007             | Preston N.E.          | FLC                   | 44         | 13         | FACup+CdL       | 3+1             | 2+0             | -                  | -                  | -                  | -           | -           | -           | 48     | 17     |
| Totale Preston        | Totale Preston        | Totale Preston        | 94+5       | 33+2       |                 | 8               | 2               |                    | -                  | -                  |             | -           | -           | 107    | 37     |
| 2007-2008             | Portsmouth            | PL                    | 15         | 0          | FACup+CdL       | 4+3             | 1+2             | -                  | -                  | -                  | -           | -           | -           | 22     | 3      |
| 2008-2009             | Portsmouth            | PL                    | 16         | 3          | FACup+CdL       | 3+0             | 0               | -                  | -                  | -                  | -           | -           | -           | 19     | 3      |
| ago. 2009             | Portsmouth            | PL                    | 3          | 0          | FACup+CdL       | 0+1             | 0               | -                  | -                  | -                  | -           | -           | -           | 4      | 0      |
| ago. 2009-2010        | Burnley               | PL                    | 30         | 6          | FACup+CdL       | 0               | 0               | -                  | -                  | -                  | -           | -           | -           | 30     | 6      |
| 2010-2011             | Portsmouth            | FLC                   | 44         | 13         | FACup+CdL       | 1+3             | 0+1             | -                  | -                  | -                  | -           | -           | -           | 48     | 14     |
| Totale Portsmouth     | Totale Portsmouth     | Totale Portsmouth     | 78         | 16         |                 | 15              | 4               |                    | -                  | -                  |             | -           | -           | 93     | 20     |
| 2011-2012             | Leicester City        | FLC                   | 42         | 15         | FACup+CdL       | 5+1             | 1+0             | -                  | -                  | -                  | -           | -           | -           | 48     | 16     |
| 2012-2013             | Leicester City        | FLC                   | 42+2       | 14+2       | FACup+CdL       | 3+2             | 0               | -                  | -                  | -                  | -           | -           | -           | 49     | 16     |
| 2013-2014             | Leicester City        | FLC                   | 46         | 20         | FACup+CdL       | 1+4             | 1+1             | -                  | -                  | -                  | -           | -           | -           | 51     | 22     |
| 2014-2015             | Leicester City        | PL                    | 29         | 5          | FACup+CdL       | 2+1             | 0               | -                  | -                  | -                  | -           | -           | -           | 32     | 5      |
| Totale Leicester City | Totale Leicester City | Totale Leicester City | 159+2      | 54+2       |                 | 19              | 3               |                    | -                  | -                  |             | -           | -           | 180    | 59     |
| 2015-2016             | Middlesbrough         | FLC                   | 38         | 8          | FACup+CdL       | 1+1             | 0               | -                  | -                  | -                  | -           | -           | -           | 40     | 8      |
| 2016-2017             | Middlesbrough         | PL                    | 4          | 0          | FACup+CdL       | 0+1             | 1               | -                  | -                  | -                  | -           | -           | -           | 5      | 1      |
| Totale Middlesbrough  | Totale Middlesbrough  | Totale Middlesbrough  | 42         | 8          |                 | 3               | 1               |                    | -                  | -                  |             | -           | -           | 45     | 9      |
| gen.-giu. 2017        | Derby County          | FLC                   | 17         | 6          | FACup+CdL       | 1+0             | 0               | -                  | -                  | -                  | -           | -           | -           | 18     | 6      |
| Totale carriera       | Totale carriera       | Totale carriera       | 517        | 145        |                 | 53              | 11              |                    | -                  | -                  |             | 5           | 1           | 575    | 157    |

### Cronologia presenze e reti in nazionale
| Cronologia completa delle presenze e delle reti in nazionale ― Inghilterra | Cronologia completa delle presenze e delle reti in nazionale ― Inghilterra | Cronologia completa delle presenze e delle reti in nazionale ― Inghilterra | Cronologia completa delle presenze e delle reti in nazionale ― Inghilterra | Cronologia completa delle presenze e delle reti in nazionale ― Inghilterra | Cronologia completa delle presenze e delle reti in nazionale ― Inghilterra | Cronologia completa delle presenze e delle reti in nazionale ― Inghilterra | Cronologia completa delle presenze e delle reti in nazionale ― Inghilterra |
| Data                                                                       | Città                                                                      | In casa                                                                    | Risultato                                                                  | Ospiti                                                                     | Competizione                                                               | Reti                                                                       | Note                                                                       |
| -------------------------------------------------------------------------- | -------------------------------------------------------------------------- | -------------------------------------------------------------------------- | -------------------------------------------------------------------------- | -------------------------------------------------------------------------- | -------------------------------------------------------------------------- | -------------------------------------------------------------------------- | -------------------------------------------------------------------------- |
| 28-3-2007                                                                  | Barcellona                                                                 | Andorra                                                                    | 0 – 3                                                                      | Inghilterra                                                                | Qual. Euro 2008                                                            | 1                                                                          | 79’                                                                        |
| Totale                                                                     |                                                                            | Presenze                                                                   | 1                                                                          |                                                                            | Reti                                                                       | 1                                                                          |                                                                            |

## Palmarès

### Club

#### Competizioni nazionali
- Football League Championship: 1

Leicester City: 2013-2014